# إدواردو ريا
إدواردو ريا (Edoardo Reja) (10 أكتوبر 1945 في إيطاليا – )؛ هو لاعب كرة قدم كان يلعب كلاعب وسط.

## وصلات خارجية
- إدواردو ريا على موقع قاعدة بيانات كرة القدم.إي يو (الإنجليزية)
- إدواردو ريا على موقع Soccerway.com (الإنجليزية)
- إدواردو ريا على موقع عالم كرة القدم.نت (الإنجليزية)